# Seigneurie de Gorgier
?–1848
La seigneurie de Gorgier est une ancienne seigneurie située dans l'actuel canton de Neuchâtel.

## Histoire
La seigneurie est composée de Gorgier, Saint-Aubin-Sauges, Fresens et Montalchez.
La seigneurie appartient à la famille d'Estavayer du milieu du XIIIe siècle à 1359, à la maison de Neuchâtel de 1359 à 1378, puis à nouveau à la famille d'Estavayer de 1378 à 1433.

## Liste des seigneurs
- 1359-1373 : Louis Ier de Neuchâtel ;
- 1373-1378 : Isabelle de Neuchâtel ;
- 1378-1433 : Famille d'Estavayer ;
- 1433-? : Jean de Neuchâtel-Vaumarcus ;

### Ouvrages
- Marcel Godet, Henri Türler et Victor Attinger, Dictionnaire historique & biographique de la Suisse, vol. 3, Neuchâtel, Imprimerie Paul Attinger, 1926 (lire en ligne), p. 494-495

### Articles
- Germain Hausmann, « Gorgier (seigneurie) » dans le Dictionnaire historique de la Suisse en ligne, version du 1er décembre 2015.